# Tribute Portfolio
Tribute Portfolio – amerykańska sieć hotelowa należąca do Marriott International. Powstała w 2015. Do sieci należy 69 hoteli z łącznie 10 102 pokojami (31 grudnia 2021).

## Hotele
Do sieci należy 98 hoteli na całym świecie, w tym 21 hoteli w Europie. W Polsce znajduje się jeden hotel Tribute Portfolio (19 luty 2023).

### Afryka
- Seszele

- Laïla, Seychelles, a Tribute Portfolio Resort

- Zambia

- Ciêla, Lusaka, a Tribute Portfolio Resort and Spa

### Ameryka Południowa
- Argentyna

| * Arelauquen Lodge, a Tribute Portfolio Hotel, San Carlos de Bariloche | * Auberge du Vin, a Tribute Portfolio Hotel, Tupungato |

- Boliwia

- Los Tajibos, Santa Cruz de la Sierra, a Tribute Portfolio Hotel

- Kolumbia

- Ermita, Cartagena, a Tribute Portfolio Hotel

### Ameryka Północna
- Kanada

| * HONEYROSE Hotel, Montreal, a Tribute Portfolio Hotel | * Hotel PUR, Quebec, a Tribute Portfolio Hotel | * The Insignia Hotel, Sarnia, a Tribute Portfolio Hotel |

- Stany Zjednoczone

- Alabama

- The Alamite, Tuscaloosa, a Tribute Portfolio Hotel

- Arizona

| * Hotel Adeline, Scottsdale, a Tribute Portfolio Hotel | * The Leo Kent Hotel, Tucson, a Tribute Portfolio Hotel |

- Floryda

| * Hotel Kinetic Orlando Universal Blvd.      | * Royal Palm South Beach Miami, a Tribute Portfolio Resort | * The Dalmar, Fort Lauderdale, a Tribute Portfolio Hotel                | * The Sarasota Modern, a Tribute Portfolio Hotel        |
| * Maritime Hotel Fort Lauderdale Cruise Port | * The Celeste Hotel, Orlando, a Tribute Portfolio Hotel    | * The Karol Hotel, St. Petersburg Clearwater, a Tribute Portfolio Hotel | * The Westshore Grand, A Tribute Portfolio Hotel, Tampa |

- Georgia

| * Bellyard, West Midtown Atlanta, a Tribute Portfolio Hotel | * The Alida, Savannah, a Tribute Portfolio Hotel        |
| * Ellis Hotel, Atlanta, a Tribute Portfolio Hotel           | * The Burgess Hotel, Atlanta, a Tribute Portfolio Hotel |
| * Hotel Forty Five, Macon, a Tribute Portfolio Hotel        |                                                         |

- Illinois

- Hotel Zachary, Chicago, a Tribute Portfolio Hotel

- Indiana

- Hotel Indy, Indianapolis, a Tribute Portfolio Hotel

- Iowa

- The Merrill Hotel, Muscatine, a Tribute Portfolio Hotel

- Kalifornia

| * Avenue of the Arts Costa Mesa, a Tribute Portfolio Hotel | * The Glenmark, Glendale, a Tribute Portfolio Hotel     | * The Steward, Santa Barbara, a Tribute Portfolio Hotel |
| * Hotel Citrine, Palo Alto, a Tribute Portfolio Hotel      | * The Guild Hotel, San Diego, a Tribute Portfolio Hotel | * The Viv Hotel, Anaheim, a Tribute Portfolio Hotel     |

- Kansas

- Cyrus Hotel, Topeka, a Tribute Portfolio Hotel

- Karolina Południowa

- The Limited Hotel

- Karolina Północna

- The Casso, Raleigh, a Tribute Portfolio Hotel

- Kolorado

- Magnolia Hotel Denver, a Tribute Portfolio Hotel

- Minnesota

- Rand Tower, Minneapolis, a Tribute Portfolio Hotel

- Missisipi

| * Cotton House, Cleveland, a Tribute Portfolio Hotel | * The Threefoot Hotel, Meridian, a Tribute Portfolio Hotel |

- Missouri

| * Cascade Hotel, Kansas City, a Tribute Portfolio Hotel | * Magnolia Hotel St. Louis, a Tribute Portfolio Hotel | * Seven Gables Inn, St. Louis West, a Tribute Portfolio Hotel |

- Nebraska

- The Scarlet, Lincoln, a Tribute Portfolio Hotel

- Nevada

- The ENGLiSH Hotel, Las Vegas, a Tribute Portfolio Hotel

- Nowy Jork

| * Reikart House, Buffalo, a Tribute Portfolio Hotel | * The Maxwell New York City | * The Wick, Hudson, a Tribute Portfolio Hotel |

- Nowy Meksyk

- La Posada de Santa Fe, a Tribute Portfolio Resort & Spa

- Ohio

| * BLU-Tique, Akron, a Tribute Portfolio Hotel | * Kinley, Cincinnati Downtown, a Tribute Portfolio Hotel |

- Oklahoma

- The Ellison, Oklahoma City, a Tribute Portfolio Hotel

- Oregon

- Hotel Vance, Portland, a Tribute Portfolio Hotel

- Teksas

| * Austin Southpark Hotel | * Magnolia Hotel Houston, a Tribute Portfolio Hotel | * The Tremont House, Galveston, a Tribute Portfolio Hotel |

- Tennessee

| * Kinley Chattanooga Southside, a Tribute Portfolio Hotel | * The Memphian, a Tribute Portfolio Hotel |

- Waszyngton

- Astra Hotel, Seattle, a Tribute Portfolio Hotel

- Waszyngton DC

- The Ven, Embassy Row, Washington, D.C., a Tribute Portfolio Hotel

- Wirginia

| * Craddock Terry Hotel, Lynchburg, a Tribute Portfolio Hotel | * The Sessions Hotel, Bristol, a Tribute Portfolio Hotel |

### Ameryka Środkowa & Karaiby
- Meksyk

- Mystique Holbox by Royalton, A Tribute Portfolio Resort

### Azja
- Chiny

| * Midea Shunde, a Tribute Portfolio Hotel   | * The Taikang Sanya, a Tribute Portfolio Resort           |
| * The G Shenzhen, A Tribute Portfolio Hotel | * The Yuluxe Sheshan, Shanghai, a Tribute Portfolio Hotel |

- Indie

- Port Muziris, a Tribute Portfolio Hotel, Kochi

- Indonezja

| * Natra Bintan, A Tribute Portfolio Resort | * Sthala, a Tribute Portfolio Hotel, Ubud Bali | * The Hermitage, a Tribute Portfolio Hotel, Jakarta |

- Japonia

- The Kiroro, a Tribute Portfolio Hotel, Hokkaido

- Malezja

| * Lone Pine, Penang, a Tribute Portfolio Resort | * Palm Garden Hotel, Putrajaya, a Tribute Portfolio Hotel |

- Singapur

| * The Serangoon House, Singapore, a Tribute Portfolio Hotel | * The Vagabond Club, Singapore, a Tribute Portfolio Hotel |

### Europa
- Austria: Salzburg Mayburg Salzburg, a Tribute Portfolio Hotel
- Czechy: Praga Stages Hotel Prague, a Tribute Portfolio Hotel
- Dania: Kopenhaga The Socialist, a Tribute Portfolio Hotel
- Finlandia: Helsinki Hotel Katajanokka, Helsinki, a Tribute Portfolio Hotel
- Francja:

- Boulogne-Billancourt Le Parchamp, Paris Boulogne, a Tribute Portfolio Hotel
- Paryż Le Dokhan's, a Tribute Portfolio Hotel, Paris; Le Metropolitan, a Tribute Portfolio Hotel, Paris

- Hiszpania:

- Santa Eulària des Riu Hotel Riomar, Ibiza, a Tribute Portfolio Hotel
- Sewilla Los Seises Sevilla, a Tribute Portfolio Hotel

- Niderlandy:

- Amsterdam Apollo Hotel Amsterdam, a Tribute Portfolio Hotel
- Rotterdam The Slaak Rotterdam, a Tribute Portfolio Hotel
- ’s-Hertogenbosch The Den, ‘s-Hertogenbosch, a Tribute Portfolio Hotel

- Niemcy:

- Frankfurt nad Menem Gekko House, Frankfurt, a Tribute Portfolio Hotel

- Polska: Kraków Garamond, a Tribute Portfolio Hotel ul. Św. Marka 37
- Turcja: Stambuł DeCamondo Galata, a Tribute Portfolio Hotel
- Wielka Brytania:

- Bath Abbey Hotel Bath, a Tribute Portfolio Hotel
- Londyn Great Northern Hotel, a Tribute Portfolio Hotel, London
- Manchester Hotel Football, Old Trafford, a Tribute Portfolio Hotel; The Reach at Piccadilly, Manchester, a Tribute Portfolio Hotel

- Włochy:

- Mediolan Duo Milan Porta Nuova, a Tribute Portfolio Hotel
- Rzym The Regency, Rome, a Tribute Portfolio Hotel